# Córdoba–Málaga nagysebességű vasútvonal
A Córdoba–Málaga nagysebességű vasútvonal egy 155 km hosszú, normál nyomtávú, kétvágányú, 25 kV 50 Hz-cel villamosított nagysebességű vasútvonal Spanyolországban Córdoba és Málaga között. A teljes hossza a vonalnak a két város között 170 km. 2007. december 24-én adták át a forgalomnak. Engedélyezett sebesség 300 km/h. A vonal kompatibilis a szomszédos országok vasúthálózatával. A vasút a Madrid–Sevilla nagysebességű vasútvonal leágazása Málaga felé. Két állomás található még a vonalon: Puente Genil és Antequera. A RENFE napi 22 vonatot közlekedtet Madrid és Malaga között. A vonatok érintik Córdoba Central, Puente Genil-Herrera, Antequera-Santa Ana és Málaga María Zambrano pályaudvarokat.

## Útvonal
A vonal Córdobánál ágazik le a Madrid-Sevilla nagysebességű vasútvonalról. Córdobától délnyugatra az új vonalra közlekedő vonatok először mintegy 15 km-en keresztül a meglévő vonalat használják, majd röviddel Almodóvar del Rio előtt délnyugati irányban elhagyják azt. Az új vonal déli irányban halad, és 61,4 km után éri el az új Puente Genil-Herrera állomást, amely Puente Geniltől nyolc kilométerre délre épült. A vonal délkeleti irányban halad, majd 96,6 km után eléri az új Antequera-Santa Ana állomást. Itt egy nyomtávváltó is épült.
Az Antequera-Santa Ana vonaltól délre a vonal több alagút halad keresztül, miközben emelkedik a Sierra del Chimenea felé, mielőtt a meglévő vonalon leereszkedik Málaga felé.

## Története

### Háttér
A Madrid és Málaga közötti utazási idő 1989 végén nyolc-kilenc óra volt, a vasúti személyszállítás főleg éjszakai vonatokkal történt. Hétköznaponként öt vonatpár kötötte össze a két várost.
Az éjszakai járatokat 1992-ben megszüntették. Az új vonal teljes hosszában történő megnyitása előtt, 2007 végén még napi három vonatpár közlekedett a két város között. A Talgo 200-asokkal üzemeltetett járatok menetideje körülbelül négy óra volt.

### Tervezés
2004. szeptember 24-én pályázatot írtak ki az utolsó, 4,5 km-es málagai szakaszra.

### Építés
Az építkezés 2001. július 25-én kezdődött Fuente Palmera és Santaella között, és gyorsan haladt a sík terepen. 2002 márciusáig nem kezdődött meg az Antequera és Málaga közötti 50 km-es szakasz építése.
Az északi szakaszon, Antequera-Santa állomáson 2004. november 29-én fektették le a vonal első sínjét.
2005 márciusában az Abdalajís-alagút építésénél használt alagútfúró gép egy vízforrásba fúrt, amely Las Fresnedas és Valle de Abdalajís vízellátását biztosította. Néhány hónapig mindkét települést közúton szállított ivóvízzel kellett ellátni. Két évvel később még mindig 60 liter/másodperc volt a föld alatti vízszivárgás. Miközben a javítás nehéznek és hosszúnak bizonyult, a térség vízháztartása felborult.
Az ADIF hivatalos adatai szerint 2007. július közepére a vonal 93,5%-a elkészült. A befejezés útjában lényegében még mindig az Abdalajís-alagút és az új María Zambrano végállomás befejezése állt Málagában, ahol az 1350 m hosszú alagút munkálatai a tervezettnél sokkal lassabban haladtak a talajban lévő üzemanyag-maradványok miatt. 2007 szeptemberében a két építkezésen mintegy 400 embert foglalkoztattak.
Az építési költség 2,539 milliárd euró volt. Ebből 823 millió eurót az Európai Unió strukturális alapjaiból fizettek ki.

### Üzembe helyezés
2006. június 10-én a felsővezetéket az északi szakaszon, az új Madrid-Sevilla vonal és Almodóvar del Rio közötti kereszteződés között feszültség alá helyezték. Nem sokkal később megkezdődtek a tesztfutamok ezen a szakaszon, egészen a Bobadillánál lévő nyomtávváltó létesítményig.
A vonal északi szakaszának 2006. december 16-i megnyitóján többek között Zapatero spanyol miniszterelnök is részt vett. Ez 20 perccel csökkentette a Málaga és Madrid közötti utazási időt, a legrövidebb menetidő három óra 48 perc volt. Granada és Algeciras az új vonalon kívül is jelentős menetidő-csökkenésben részesült.
2007. december 23-án Zapatero spanyol miniszterelnök megnyitotta a vonal utolsó szakaszát, az Antequera és Málaga közötti 55 km-es szakaszt. Az első járat, két összekapcsolt AVE-S 103-as motorvonatból állt. 2007. december 23-án 10 órakor indult a Madrid-Atocha pályaudvarról. Egy rövid córdobai megálló után 12:33-kor érkezett meg Málagába. A menetrendszerű járatindítással a Madrid és Málaga közötti napi vonatpárok száma hatról tizenegyre emelkedett, a legrövidebb menetidő 150 perc. A működés első hónapjában 106 190 utas vette igénybe az új vonatokat, 42 százalékkal több, mint az előző év azonos időszakában. A pontosság 2008 januárjában elérte a 98,74 százalékot.
A regionális közép- és távolsági, valamint a teherszállító vonatok továbbra is a régi vonalon közlekednek.

## Granada felé vezető vonal
2019. június 25-én üzembe helyezték a Granadába tartó 122 kilométeres nagysebességű vonalat, amely a meglévő vonalból Antequeránál ágazik ki. A Granadába vezető vonal építése 2008 óta folyik. Hét alagúton és 31 viadukton halad át. Az üzembe helyezéskor a vonal részben csak egyvágányú volt. Loja város területén egy 22 kilométeres elkerülő vasút épül. Addig az ottani vonatok a hagyományos vonalon közlekednek, amelyet erre a célra kétnyomtávú vágányokkal láttak el.

## Forgalom
Az 560 km hosszú Madrid-Málaga útvonalon a vonatoknak a korábbi négy helyett csak két és fél-három órára van szükségük (a közbenső megállók számától függően). A vonatok többsége AVE S-103 sorozatú. Az üzemeltetés megkezdésekor naponta kilenc-tizenhárom vonatpár közlekedett az új vonalon.
2008-ban Puente Genil állomást naponta három vonatpár kötötte össze Madriddal, a menetidő 143 perc volt. Az Antequera-Santa Ana állomást naponta öt vonatpár szolgálta ki; a menetidő Madridból és Madridba 146 perc. A dízel motorvonatok az Antquera pályaudvaron keresztül összekötik Algecirast (Madridtól mintegy 325 percre) és Granadát (275 percre) is.
2007 végén a RENFE 2008-ra 1,7 millió, 2009-re pedig több mint kétmillió utasra számított Madrid és Málaga között, és a tervek szerint a légi utasok 35 százaléka ezen az útvonalon átváltana a repülésről a vasútra.
A nagysebességű vonal teljes befejezését követő első négy hónapban az AVE vonatok átlagos kihasználtsága 59 százalék volt. Az utasok mintegy 70 százaléka használta az útvonalat hétvégén.
A RENFE piaci részesedése Madrid és Málaga között 60 százalék volt 2009 elején.

## A jövő
A tervek szerint a jövőben egy vonal fogja összekötni Málagát Marbellával és Esteponával. A nagyrészt alagutakból álló vonalat 250 km/h maximális sebességre tervezik.

## Technológia
Először az ASFA és az LZB vonatbefolyásoló rendszereket telepítették és jelenleg is azt használják, de előkészítik az ETCS telepítését is. A vonalat 350 km/h maximális sebességre építették, de csak 300 km/h sebességgel használják. A kilenc alagút teljes hossza 25 km.

## Műtárgyak a vonalon
A vonal keresztezi a Sierra Nevadát, ahol számos rekordhosszúságú alagutakat és viaduktokat kellett építeni:
- A Guadalhorce viadukt 574 m hosszú,
- az Abdalajís-alagút Spanyolország harmadik leghosszabb alagútja a 8970 méterével,
- az Arroyo de las Piedras viadukt 1208 m hosszú és 93,4 m magas, a legmagasabb viadukt a vonalon,
- az Arroyo del Espinazo y Jévar viaduktok a leghosszabbak a vonalon,
- továbbá megépült még az Álora, az Espartal, a Tevilla, a Gibralmora és a Cártama alagút is